# Roman, Eure
Roman är en kommun i departementet Eure i regionen Normandie i norra Frankrike. Kommunen ligger i kantonen Damville som tillhör arrondissementet Évreux. År 2018 hade Roman 276 invånare.

## Befolkningsutveckling
Antalet invånare i kommunen Roman
Referens:INSEE